# Anna Fischer
Marion Anna Fischer (Berlín Oriental, 18 de julio de 1986), conocida como Anna Fischer, es una actriz y cantante alemana. 

## Biografía
Anna Fischer creció en un ambiente modesto en el distrito berlinés de Hohenschönhausen y comenzó a interesarse y dedicarse a la música a los once años de edad. En 2002, el director Hans-Christian Schmid la vio en un club y le ofreció un pequeño papel en la película Lichter, pero su despegue como actriz tuvo lugar en 2005, cuando Fischer protagonizó Liebeskind de Jeanette Wagner, un drama en el que interpretaba a una joven en busca de su padre biológico. Gracias a este papel, Fischer consiguió en enero de 2006 el premio Max Ophül, así como una nominación en los New Faces Award.
Posteriormente, se ganó el apoyo de la crítica por su trabajo en Teufelsbraten, película de 2008 de Hermine Huntgeburth ambientada en la década de 1960 y basada en la novela de Ulla Hahn Das verborgene Wort. Además, obtuvo el premio Adolf Grime 2009 por ese papel. Al margen de sus trabajos actorales, Fischer es la cantante y compositora de la banda musical Panda, fundada en 2004 e inspirada en la música beat de la década de 1970. En mayo de 2007 publicaron su primer sencillo, Jeht kacken, seguido de su álbum debut, Tretmine.

## Filmografía
- 2003 - Lichter
- 2005 - Kometen
- 2005 - Liebeskind
- 2006 - Die Wolke
- 2008 - Teufelsbraten
- 2009 - Die Rebellin
- 2009 - Beloved Berlin Wall
- 2010 - Wir sind die Nacht
- 2010 - Groupies bleiben nicht zum Frühstück
- 2012 - Heiter bis wolkig
- 2012 - Die Lebenden

## Galardones
- 2006: Max-Ophüls-Preis: Mejor actriz revelación für liebeskind
- 2007: Goldene Kamera: Lilli Palmer & Curd Jürgens Gedächtniskamera como Mejor actriz revelación
- 2009: Adolf-Grimme-Preis: distinción por la interpretación principal en Teufelsbraten (junto a Ulrich Noethen)
- 2009: Deutscher Fernsehpreis: Mejor actriz de reparto por Die Rebellin y Wir sind das Volk
- 2010: Franz Hofer-Preis/Filmhaus Award de Filmhaus Saarbrücken
- 2011: DIVA – Deutscher Entertainment Preis